# Teluk Palu
Teluk Palu är en vik i Indonesien.   Den ligger i provinsen Sulawesi Tengah, i den norra delen av landet, 1 600 km öster om huvudstaden Jakarta.